# Юзеф Панас
Юзеф Панас (пол. Józef Panaś, 23.11.1887, Одриконь — 04.04.1940, Львів) — капелан Східного Легіону, капелан і декан ІІ Бригади польських легіонів, пробощ Війська Польського, суспільний діяч, письменник, публіцист. У листопаді 1918 р. брав участь у польсько-українських боях за Перемишль, був одним з організаторів польських добровольчих підрозділів, а з 5 листопада 1918 р. - командував групою "Сан". Потім до травня 1919 року брав участь у боях за Львів. Загинув у Львові від рук НКВС 4 квітня 1940 р.

## Біографія

### Дитинство та юність
Народився в селянській родині з патріотичними традиціями. Син Шимона і Теклі з родини Гузек . Батько спочатку належав до Союзу селянської партії, потім був прихильником о.Станіслава Стояловського, приятеля родини .
У 1899-1902 рр. від 1 по 3 клас навчався у початковій гімназії у Сяноці. У 1907 р. здав з відзнакою екзамен із середньої освіти у гімназії в Перемишлі . Продовжив навчання у Вищій духовній семінарії в Перемишлі, де 29 червня 1911 р. був висвячений перемишльським єпископом Юзефом Себастьяном Пельчаром . Став вікарієм в Дублянах та префектом школи у Добромилі . У той же час став членом «Бартошевих Дружин» і «Сокола» .

### Легіонерська діяльність
Початок Першої світової війни в 1914 році застав його у Німеччині, звідки він повернувся з метою боротися за незалежність Польщі . У 1914 р. був призначений капеланом  польських легіонів. У 1914-1918 разом із легіонами пройшов бої у Карпатах, на Буковині, в Бесарабії, на Волині та у Литві. Був як духівником, так і офіцером, відповідальним за провіант . Доглядав за місцями битв в районі бойових дій, головним чином ІІ Бригади.
До середини вересня 1914 р. як капелан був пов'язаний з 2-м піхотним полком, який входив до Східного легіону . Потім його призначили на посаду капелана всього Легіону. Далі перебував у 3-му піхотному полку польських легіонів під командуванням майора Юзефа Галлера.
Панас брав участь у битвах під Надвірною, Молотковим, Пасічною. У створеній весною 1915 року ІІ Бригаді польських легіонів був капеланом 3-го піхотного полку. У червні 1915 р. був свідком битви під Рокитним. У серпні 1915 р. став керівником відділу душпастирських справ при штабі Легіонів, де розпочав вести реєстр загиблих легіонерів та підготував «Положення про військових капеланів» .
Із серпня 1915 р. перебував на Волині, у 4-му піхотному полку ІІІ Бригади польських легіонів під командуванням підполковника Болеслава Рої. Взяв участь у битві під Куклами. У «Щоденнику капелана польських легіонерів» Панас записує: «Бійня в Куклах виглядає страшно, перший раз в житті бачив таку масу трупів, були то переважно жертви попередніх битв від 21 жовтня. Цілі поля були засипані пруськими пікельхаубами… Всі лежали мертвими, тіла вже розкладалися». У листопаді 1915 р. був поранений під Польською Горою (тепер у складі с.Костюхнівка). Але вже у липні 1916 р., замінивши капелана 5-го піхотного полку І Бригади польських легіонів, брав участь у битві під Костюхнівкою.

 У грудні 1916 р. для потреб легіонів отримав колишній гарнізонний костел у Варшаві і протягом короткого часу керував його оновленням. 20 березня 1916 р. призначений польовим суперіором польських легіонів, начальником всіх капеланів і духовенства.

Під час присяги у липні 1917 р. Панас висловився за те, щоб ІІ Бригада легіонів залишилася при Центральних державах і підпорядковувалася їх Тимчасовій державній раді. 
З вересня 1917 р. був суперіором Польського допоміжного корпусу.У лютому 1918 р. на знак протесту проти положень Берестейського договору співорганізував змову польських офіцерів Допоміжного корпусу з метою його об'єднання з І польським корпусом в Росії генерала Довбор-Мусницького. Як наслідок ініційованої змови, Панас був заарештований і інтернований в Угорщині. У травні 1918 р. став одним із трьох головних фігурантів судового процесу в Марамош-Сігеті. У його справу втрутилися імператор Карл І та папський легат Ратті (майбутній Папа Пій ХІ) . 2 жовтня Панас був помилуваний, а через декілька днів, звільнений з в'язниці.

### Діяльність до Травневого перевороту
У листопаді 1918 р. Панас брав участь у польсько-українських боях за Перемишль, як один із організаторів польських добровольчих загонів, а з 5 листопада 1918 р. командував групою «Сян». Потім до травня 1919 р. брав участь у боях за Львів.
1.06.1919 р. пройшов атестацію та отримав звання пробоща (підполковника). У липні 1919 р. Панас став одним з головних ініціаторів організації Охорони могил польських героїв, яка ініцінювала будівництво «Меморіалу львівських орлят», підготував спеціальний Статут цієї організації.
 Під час польсько-більшовицької війни був деканом Верховного командування польської армії у Східній Галичині. Брав участь у битві під Задвір'ям. Його мужність на полі бою високо оцінив маршал Юзеф Пілсудський, який неодноразово нагороджував його найвищими військовими нагородами. З вересня 1919 р. був деканом VII корпусного округу у Львові, а з листопада 1921 р. -  виконуючим обов'язки керівника католицького правління Х корпусного округу у Перемишлі.

### Політична діяльність у ІІ Речі Посполитій
17 травня 1926 р. Юзеф Панас публічно виступив проти державного перевороту Юзефа Пілсудського під час меси у Польовому соборі Війська Польського у Варшаві, за що був звільнений із посади. У вересні 1927 р. - Панас на пенсії. Оселився у Львові на вулиці Святого Миколая.
З осені 1926 р. долучився до діяльності «Польської народної партії «П'яст», був активним її членом. Його політична програма кристалізувалася під впливом лівої ідеології, християнсько-демократичної програми та лівого крила аграріїв. Як ентузіаст і організатор кооперативів, Панас розробив у 1927 р. Статут сільських кооперативів. У вересні 1930 р. став редактором «Грудзьондзької газети», на сторінках якої пропонував створити у Польщі селянський картель, що захищав би інтереси селян у державі. Ця ідея викликала широкий резонанс у Польщі та дискусію багатьох фахівців, науковців, парламентаріїв та представників уряду.
 Панас був також противником політики санації, у зв'язку з чим проти нього порушувалось багато судових справ. У той же час Панас був прихильником мирного впорядкування відносин між поляками та українцями.
 Після об'єднання народних партій у 1931 р. діяв у складі Народної партії і став членом її Верховної Ради.

### Доля під час Другої світової війни
Після початку війни, Панас, як представник Польської селянської партії приєднався до підпільного Польського національного комітету у Львові. На рубежі березня та квітня 1940 р. його було призначено кур'єром прем'єр-міністра польського еміграційного уряду генерала Владислава Сікорського, проте у квітні 1940 р. Панас був заарештований НКВС у Львові . Його катували, а потім 4 квітня 1940 р. вбили під час слідства .
У 1941 р. польський єпископ Юзеф Гавліна, не знаючи про загибель Панаса, призначив його деканом Збройних Сил Польщі в СРСР .

## Особисте життя
Молодший брат Юзефа Панаса, Францішек, загинув під час Першої світової війни. Старший брат Станіслав (1879–1940) - випускник юридичного факультету Ягеллонського університету і член «Сокола», був муніципальним суддею в Мшані-Дольній, а потім головою суду у Вадовиці. Сестра, Текла Панас-Мікус, була депортована в 1939 р. радянською владою з Козина (тепер - Івано-Франківська область) до Казахстану. Через свою матір капелан мав стосунки з Ядвігою Гузковою, уродженою Рюккенман, двоюрідною сестрою генерала Вільгельма Орлика-Рюккенмана, а також через бабусю по батькові - з перемишльським єпископом та ректором Ягеллонського  університету Юзефом Себастьяном Пельчаром. Його родичами були троє священнослужителів: декан Пшеворська о. Францішек Трзнадель (1830–1872), о. професор Антоні Трзнадель (1857–1908) та о. доктор Ян Трзнадель (1866–1920).

## Ордени і заслуги
- Хрест заслуг для військових священиків, 2 клас, на біло-червоній стрічці
- Зірка Перемишля
- Хрест Оборони Львова
- Срібний хрест військового ордену Virtuti Militari (двічі)
- Офіцерський хрест Ордену Відродження Польщі (2 травня 1922)
- Хрест Хоробрих (чотири рази)

## Твори
Публіцистика
Залишив біля ста статей, опублікованих у різних виданнях, таких як «Gazeta Grudziądzka», «Piast», «Zielony Sztandar», «Wola Ludu», «Polonia» тощо.
Книги
- Nabożeństwo dla żołnierzy Legionów Polskich (1915)
- Pamiętniki Kapelana Legionów Polskich (1920)
- Z ciężkich dni Przemyśla (1920)
- Rarańcza (1925)
- Katechizm obywatelski (1925)
- My Druga Brygada (1929)

## Пам'ять
У 2018 році в рідному місті Панаса Одриконі встановлена табличка із зображенням. Одна з вулиць там також носить ім’я священика. Постать Юзефа Панаса зображена у  у фільмі 1980 р. Ришарда Філіпського «Державний переворот» (актор Юзеф Новак).